# Casal Bruciato
Casal Bruciato è la zona urbanistica 5B del Municipio Roma IV di Roma Capitale. Si estende sul quartiere Q. XXII Collatino.

## Geografia fisica

### Territorio
La zona confina:
- a nord con la zona urbanistica 5G Pietralata e 5C Tiburtino Nord
- a est con la zona urbanistica 5D Tiburtino Sud
- a sud con la zona urbanistica 6A Torpignattara
- a ovest con la zona urbanistica 5A Casal Bertone

## Storia
La zona è sorta tra gli anni sessanta e settanta su aree prevalentemente rurali, eccezion fatta per alcuni nuclei preesistenti, ed è oggi compresa tra la via Tiburtina a nord e il tratto urbano dell'autostrada Roma-L'Aquila a sud, e tra le zone di Casal Bertone a ovest e Colli Aniene a est. Via di Galla Placidia ne costituisce il confine occidentale, mentre ad est via del Frantoio, via Venafro e via di Grotta di Gregna lo separano dalla zona urbanistica 5D Tiburtino Sud.
La zona gravita intorno a piazza Riccardo Balsamo Crivelli, situata sul punto più elevato dell'area.

## Monumenti e luoghi d'interesse
Interessanti sono la Villa Fassini, oggi proprietà e sede di attività dell’ente non profit ELIS, il Casale della Cacciarella e gli scavi archeologici della villa di Aquilio Regolo lungo via dei Cluniacensi.
Interessante la riscoperta di cave, già adibite a fungaie, durante gli scavi sotto un campetto da calcio per la realizzazione di parcheggi coperti in via Bergamini, nei primi anni del XXI secolo. La presenza di questi ipogei non era comunque mai stata del tutto dimenticata, come dimostrato da racconti circolanti tra i ragazzi del quartiere negli anni '80 e '90, riguardo a "gallerie segrete" che avrebbero collegato il campo alla villa Fassini (detta "del Barone").

### Architetture religiose
- Chiesa di San Giovanni Battista in Collatino, su via Sandro Sandri.
- Chiesa di Santa Maria della Visitazione, su via dei Crispolti.
- Chiesa di Gesù di Nazareth, su via Igino Giordani.

### Siti archeologici
- Villa di Casal Bruciato, fra via Galla Placidia e via dei Cluniacensi. Villa del I secolo a.C.

Nota anche come villa di Ponte Mammolo, di Bocca di Leone o di Aquilio Regolo.